# ویگوهوم‌پولا
ویگوهوم‌پولا (انگلیسی: Wiguhumpola) یک منطقه مسکونی در کشور سری‌لانکا است.